# Oarisma poweshiek
Espèce
Synonymes
- Hesperia powesheik Parker, 1870[2]
- Thymelicus powesheik (Parker, 1870)
- Oarisma powesheik (Parker, 1870)[3]

L’Hespérie de Poweshiek (Oarisma poweshiek) est une espèce nord-américaine de lépidoptères (papillons) de la famille des Hesperiidae. 

## Description
L’imago d’Oarisma poweshiek a une envergure comprise entre 24 et 30 mm. Le dessus des ailes et le dessous des ailes antérieures ont une couleur de fond brun foncé. Le dessous des ailes postérieures a un fond gris-brun avec les nervures surlignées de blanc. Le bord costal des ailes antérieures et la tête sont orangés.
L'imago a un vol rapide.

## Écologie
L'espèce vit dans les prairies humides à herbes hautes et ses imagos volent de juin à août.

## Conservation
En déclin au Canada, Oarisma poweshiek y a été classée comme une espèce menacée en juillet 2005 et y fait l'objet de mesures de conservation,.